# Lavandula gibsonii
Lavandula gibsonii là một loài thực vật có hoa trong họ Hoa môi. Loài này được J.Graham mô tả khoa học đầu tiên năm 1839.